# 溫江文廟
溫江文廟位於四川省成都市溫江區柳城街道东街社区文庙街6号，始建于北宋咸平初年（998年），明末兵燹被毁，清康熙八年（1669年）重建。民国时期疏于修整，1932年至1935年为温江县立中学校址；1939年春至1939年6月，成都实验小学为躲避日机轰炸，迁往温江文庙，期间李鹏在该校就读。1950年起，文庙成为温江县（温江区）人民政府办公场所。1984年2月16日大成殿在火灾中被焚毁，后重建。2002年，温江区人民政府决定搬出文庙，并恢复文庙的历史面貌，2003年开始修缮改造，修缮泮池、拜台、礼乐亭、东西庑、大成殿，恢复重建棂星门、影壁、魁星阁，扩建广场。文庙原建筑尚存戟门、东西庑廊、两亭及泮池。大成殿底楼现为温江区博物馆。1997年8月20日公布为第三批成都市文物保护单位。2007年6月1日公佈為第七批四川省文物保護單位。

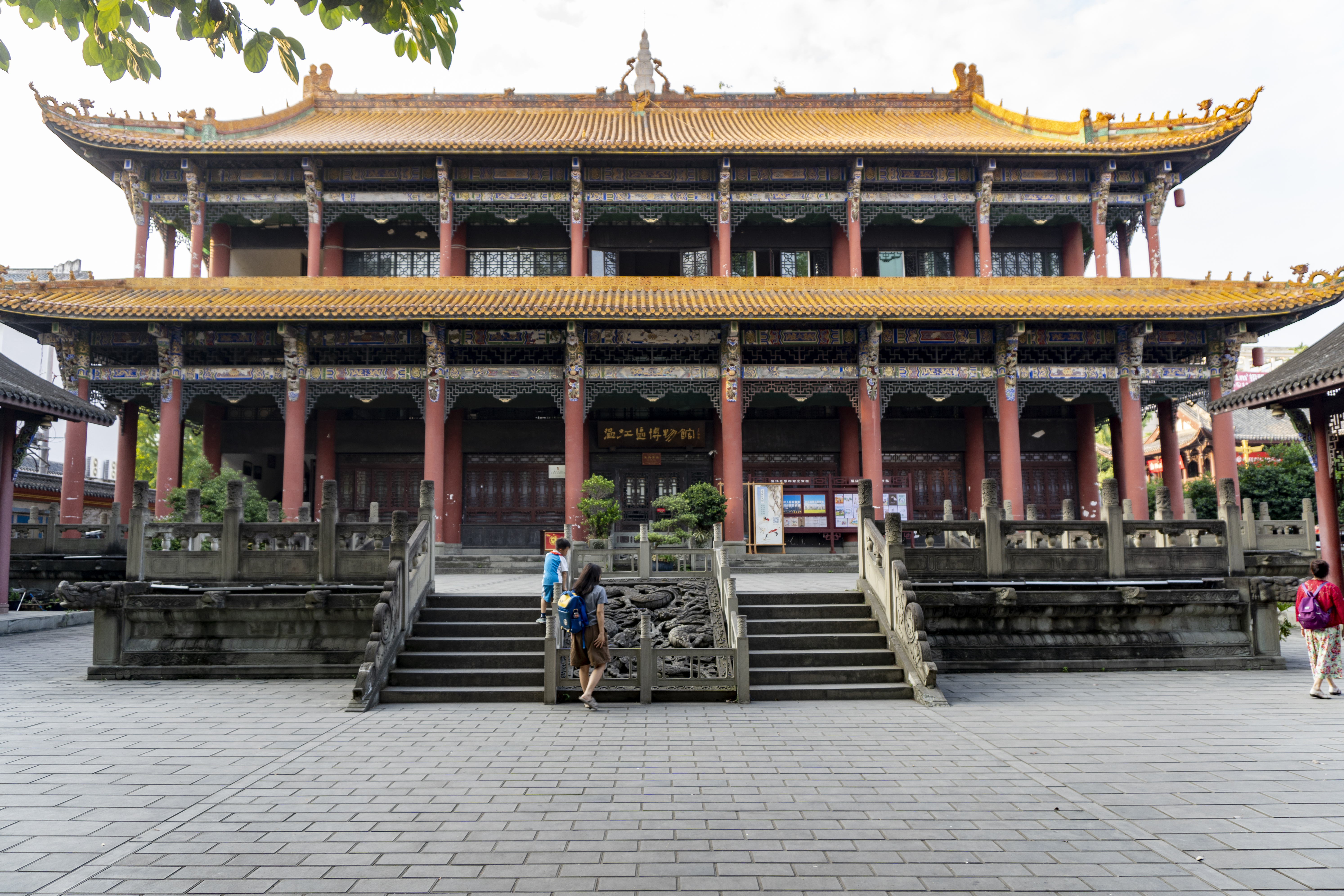
大成殿
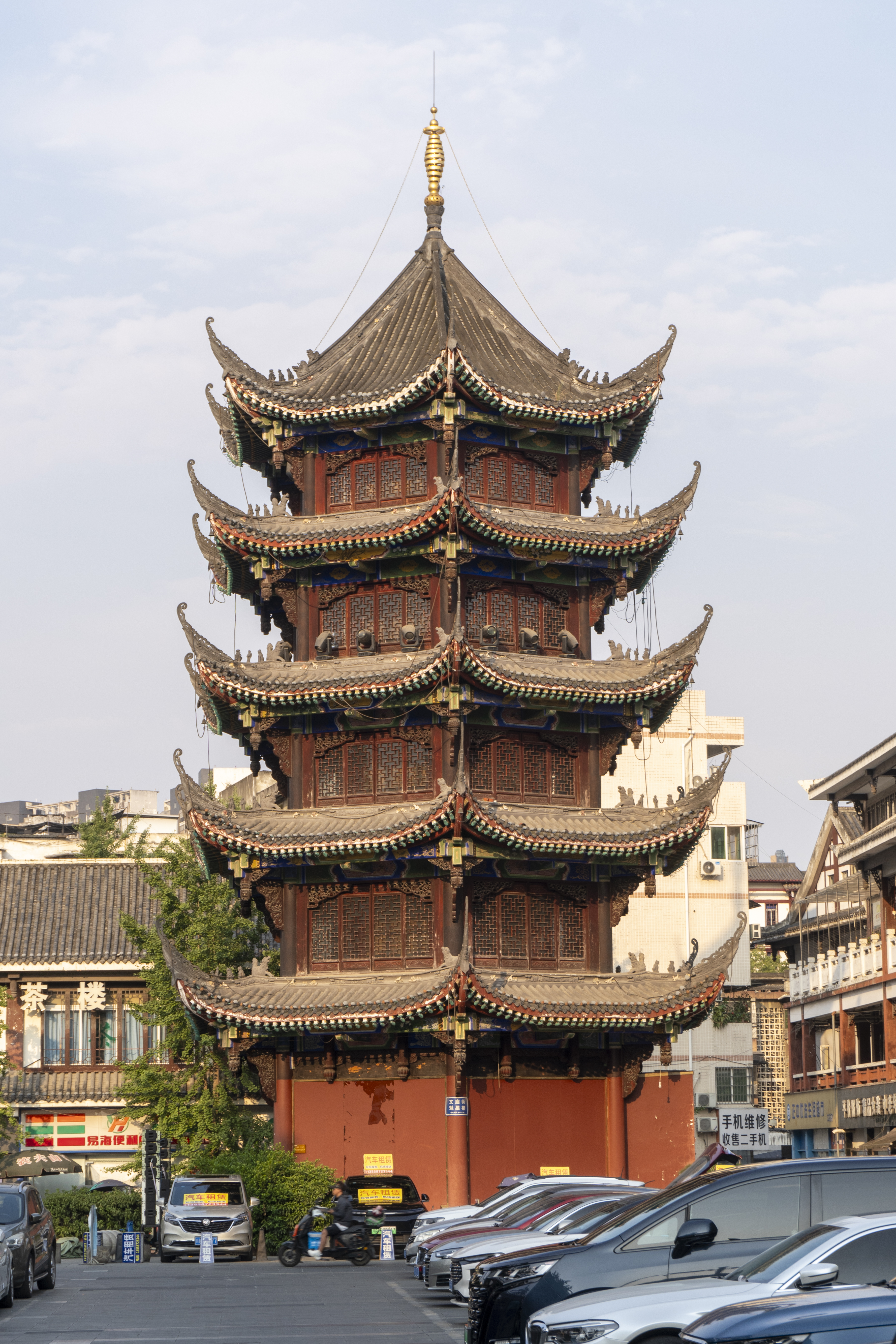
魁星楼
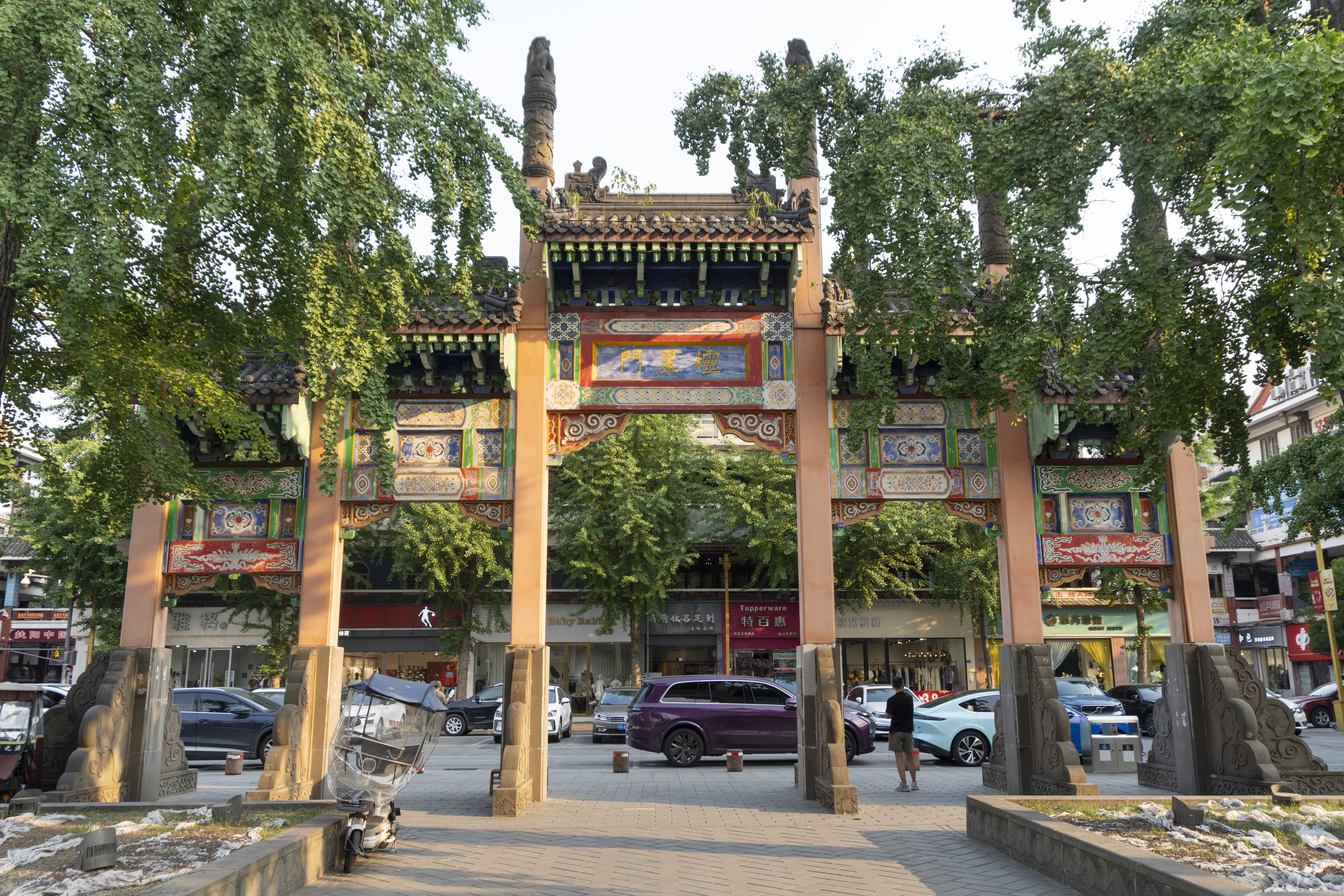
棂星门
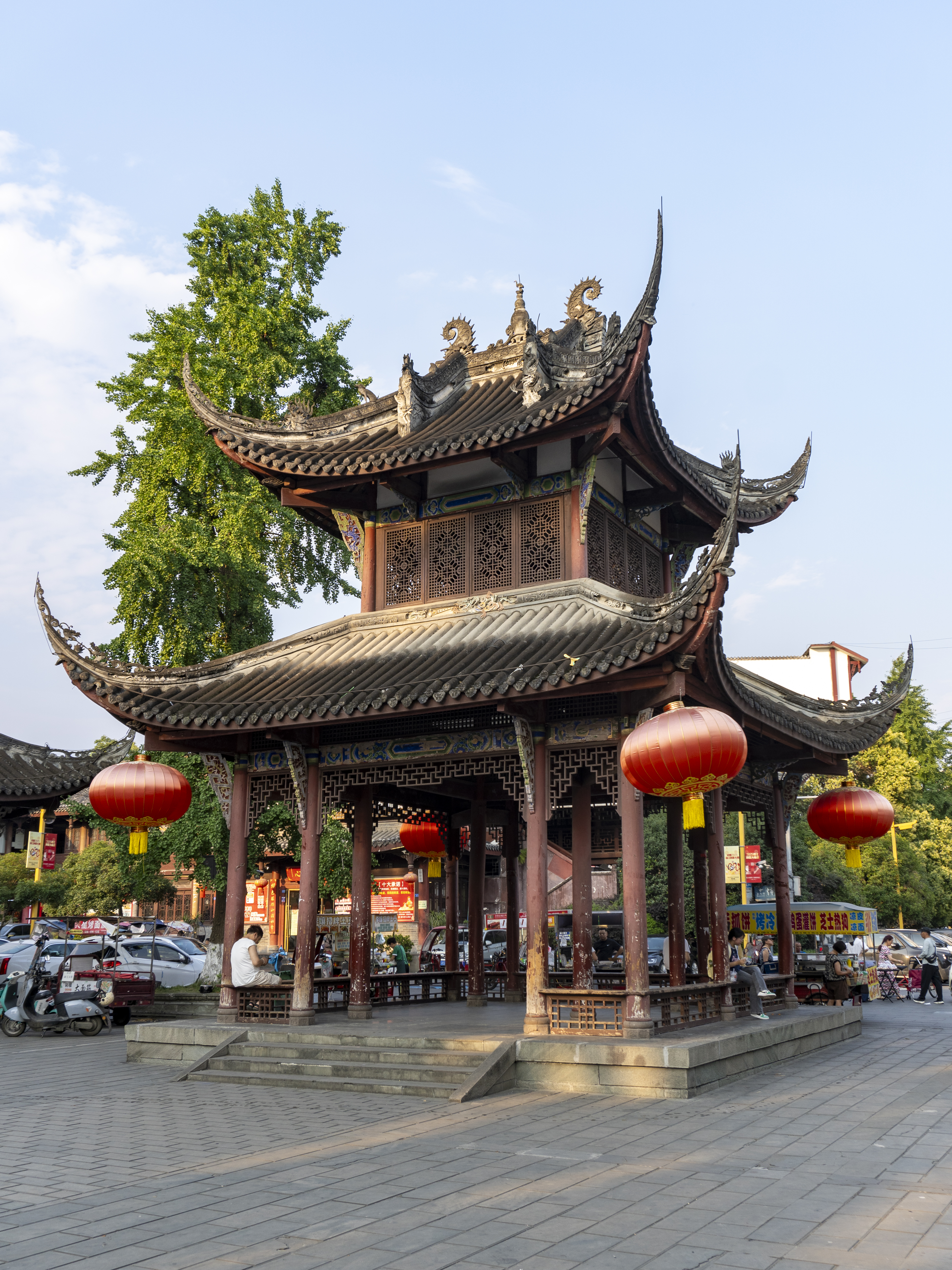
亭